# Jurassic Park Builder
Jurassic Park Builder fue un videojuego de simulación de gestión y construcción de 2012 desarrollado y publicado por Ludia para los sistemas operativos iOS y Android, así como para Facebook. El juego, basado en la serie Jurassic Park, permite al jugador construir un parque temático con animales extintos. Ludia finalizó el soporte del juego a partir del 30 de marzo de 2020.
En 2015, Ludia lanzó una secuela del juego titulada Jurassic World: The Game, coincidiendo con el estreno de la película Jurassic World.

## Jugabilidad
Jurassic Park Builder es un juego freemium que consta de representaciones de paisajes bidimensionales y criaturas tridimensionales. El objetivo del jugador es construir y mantener un parque temático de Jurassic Park. El jugador comienza el juego con una base básica, mientras que la expansión del parque se realiza limpiando el terreno. Para crear dinosaurios, el jugador debe quitar árboles y rocas para localizar mosquitos prehistóricos, que están atrapados en ámbar y contienen ADN de dinosaurio. En un laboratorio, el jugador intenta desbloquear el ADN del mosquito. Si el jugador tiene éxito, se crea un huevo de dinosaurio. A veces se descubre ámbar cuando el jugador limpia el terreno para la expansión del parque.
Los objetivos básicos de la misión se los dan al jugador los personajes de las dos primeras películas: Alan Grant, John Hammond, Ian Malcolm y Kelly Curtis. El Dr. Henry Wu, un científico del parque, también aparece en el juego, que nos presenta personajes de la película Jurassic Park III. Los objetivos de la misión incluyen construir caminos y alimentar a las criaturas del parque. En última instancia, completar misiones le da al jugador la capacidad de crear nuevos edificios y realizar investigaciones para clonar nuevos dinosaurios. Los edificios incluyen hoteles y atracciones de parques temáticos, incluidos vehículos turísticos que viajan a lo largo de un camino determinado por el jugador.
Los ingresos se obtienen a través de los edificios y dinosaurios que se encuentran en el parque. Los ingresos se recaudan a intervalos regulares y el jugador puede ganar más dinero alimentando a los dinosaurios para subir de nivel. Aunque los dinosaurios no necesitan comida para sobrevivir, alimentar a los animales los subirá de nivel, lo que generará mayores ganancias para el jugador. Las criaturas carnívoras y herbívoras requieren su propio suministro de alimentos, que debe ser administrado por el jugador para evitar que se acabe. El jugador puede optar por pagar dinero real para comprar moneda del juego, así como suministros como comida para dinosaurios. Varios aspectos del juego toman tiempo para progresar, incluida la eclosión de huevos de dinosaurio, la tala de bosques y los envíos de alimentos desde el continente. El jugador puede pagar moneda real para acelerar estas partes del juego.
En un minijuego titulado "Zona Roja", el jugador debe tocar un dinosaurio específico para evitar que escape de su recinto. Además de las fugas, el jugador ocasionalmente tiene la opción de responder a otras emergencias como tormentas. Responder a emergencias le otorga al jugador moneda adicional en el juego. Además de Jurassic Park en Isla Nublar, el juego presenta dos parques adicionales que el jugador puede crear: Aquatic Park, ubicado en el fondo marino de Nublar, con animales acuáticos extintos; y el Parque Glaciar, ubicado en la Patagonia, que presenta animales extintos de la era Cenozoica junto con algunos cocodrilos del Mesozoico.

## Desarrollo y lanzamiento
En octubre de 2011, Ludia anunció una asociación con Universal Pictures para producir un videojuego de construcción de parques titulado Jurassic Park: The Social Game . El juego se lanzaría para Facebook y dispositivos móviles a través de la App Store, con un lanzamiento programado para principios de 2012. El juego finalmente se lanzó como Jurassic Park Builder.
En Norteamérica, el juego se lanzó para el sistema operativo iOS el 23 de julio de 2012, acompañado de un lanzamiento simultáneo en Facebook. También se lanzó una versión para el sistema operativo Android. En el Reino Unido, el juego se lanzó a través de la App Store en octubre. El juego se actualizó en diciembre para incluir criaturas acuáticas y corregir errores de software.

## Recepción
La versión de iOS tuvo fuertes ventas en la primera semana de su lanzamiento. Jurassic Park Builder estuvo entre los 15 juegos de Android e iOS más descargados de 2013. También estuvo entre los 10 juegos de Android e iOS con mayor recaudación de 2013.
Ben Hanson de Game Informer le dio al juego tres estrellas y media de cinco. Hanson consideró que los efectos de sonido eran la "parte más débil" del juego y escribió que el juego "no hace nada excepcional para el género, pero si tienes una pizca de amor por Jurassic Park.Mike Wehner de Engadget notó el costo del juego para algunos elementos y escribió: " urassic Park Builder ciertamente satisfará a los fanáticos de juegos similares como Farmville o incluso SimCity, pero antes de sumergirte en el paisaje prehistórico, asegúrate de obtener tu tarjeta de crédito lista, es probable que la necesites en poco tiempo". Eli Hodapp de TouchArcade escribió: "Si esperas una mezcla de un juego estilo Tycoon con calcomanías de Jurassic Park y rayas de carreras, te decepcionarás profundamente. Lo que tenemos aquí es tu promedio "Juego de construcción gratuito y corriente. Los cronómetros están en todas partes, llegamos a nuestro primer muro de pago aproximadamente a los nueve minutos y nos encontramos con una variedad de otros sumideros de tiempo (y dinero)". Dave Gilmore de The Baltimore Sun elogió el juego y lo calificó con 4 sobre 4.
El sitio web Slide to Play escribió: "Por mucho que no nos guste este diseño de juego sin desafíos, todavía no podemos evitar disfrutar de las agradables imágenes y audio". La revisión concluyó: "Jurassic Park Builder no es profundo ni desafiante en absoluto, a menos que consideres que el autocontrol es un desafío. Si puedes evitar gastar mucho dinero extra en extras del juego, Jurassic Park Builder es diversión inofensiva".
Rob Rich de 148Apps.com le dio al juego cuatro estrellas de cinco y escribió: "Jurassic Park Builder no es Operation Genesis para dispositivos móviles, pero es como jugar una versión freemium simplificada. Lo cual está muy bien". Rich elogió los gráficos del juego: "Los fondos son exuberantes y coloridos, mientras que los dinosaurios en sí son en realidad tridimensionales y están bastante bien animados. Incluso se ven bien cuando se acercan lo más posible, algo que no muchos sims gratuitos puede reclamar". Sin embargo, Rich criticó los "cameos cursis" del juego y el "horrible retraso cada vez que el juego se inicia por primera vez cuando contacta con Game Center. Esperar varios segundos, posiblemente incluso un minuto, hasta que todo esté listo hace que todo funcione bien y sin problemas, pero ese período inicial de resoplidos puede ser insoportable".
Nadia Oxford de Gamezebo también calificó el juego con cuatro estrellas de cinco y dijo que "la jugabilidad principal ciertamente no abre nuevos caminos, pero construye una experiencia sólida con sus materiales antiguos". Oxford elogió la "selección decente" de dinosaurios del juego y señaló que "vocalizan con una impresionante biblioteca de gruñidos, chillidos y gruñidos". Oxford también dijo que "la selección de decoraciones y edificios del juego es algo escasa". Concluyó que el juego "realmente no ofrece un comienzo tan emocionante como la película que lo generó, pero sigue siendo un juego de construcción de parques muy decente que te permite administrar algunas atracciones fascinantes".

## Jurassic World: The Game
Ludia lanzó una secuela del juego, titulada Jurassic World: The Game y basada en la película de 2015, Jurassic World, para iOS el 29 de abril de 2015. El juego fue anunciado por Universal Pictures en octubre de 2014, como parte de sus planes promocionales para la película.
Jurassic World: The Game se desarrolla en la isla ficticia costarricense de Isla Nublar, donde el jugador tiene el control de la construcción de un parque temático de Jurassic World. El jugador puede agregar edificios y crear dinosaurios para poblar el parque. El juego también consta de un modo de batalla, en el que los dinosaurios del jugador luchan contra dinosaurios rivales en peleas por turnos. El juego presenta más de 50 dinosaurios y personajes principales de la película, incluidos los personajes de Owen y Claire.
Patrick Klepek de Kotaku criticó el juego por el uso de anuncios dentro del juego. Nadia Oxford de Gamezebo le dio al juego tres estrellas de cinco y lo consideró "prácticamente Jurassic Park Builder parte II", al tiempo que afirmó que "combina una construcción de parques mediocre con batallas de dinosaurios mediocres. Es competente y por Dios, (en su mayor parte) se ve glorioso, pero no hay mucho aquí que diferencie al juego de los constructores de parques estándar".